# Phellinus
Фелін (Phellinus) — рід грибів родини Hymenochaetaceae. Назва вперше опублікована 1886 року.

## Поширення та середовище існування
В Україні зустрічаються:
- Phellinus hartigii
- Phellinus igniarius
- Phellinus laevigatus
- Phellinus lundellii
- Phellinus nigricans (Phellinus igniarius subsp. nigricans)
- Phellinus nigrolimitatus
- Phellinus pomaceus
- Phellinus tremulae
- Phellinus viticola

## Гелерея

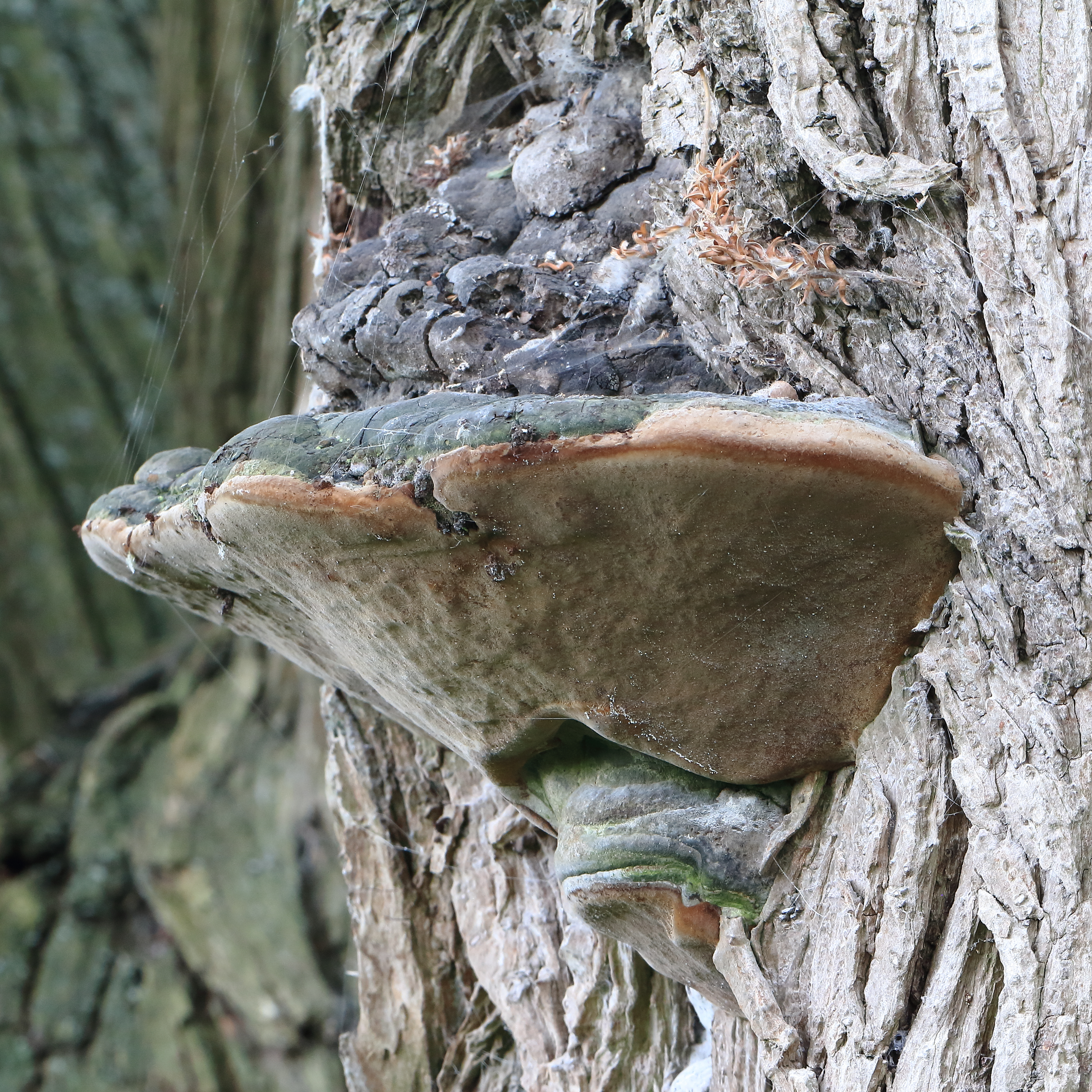
Phellinus igniarius
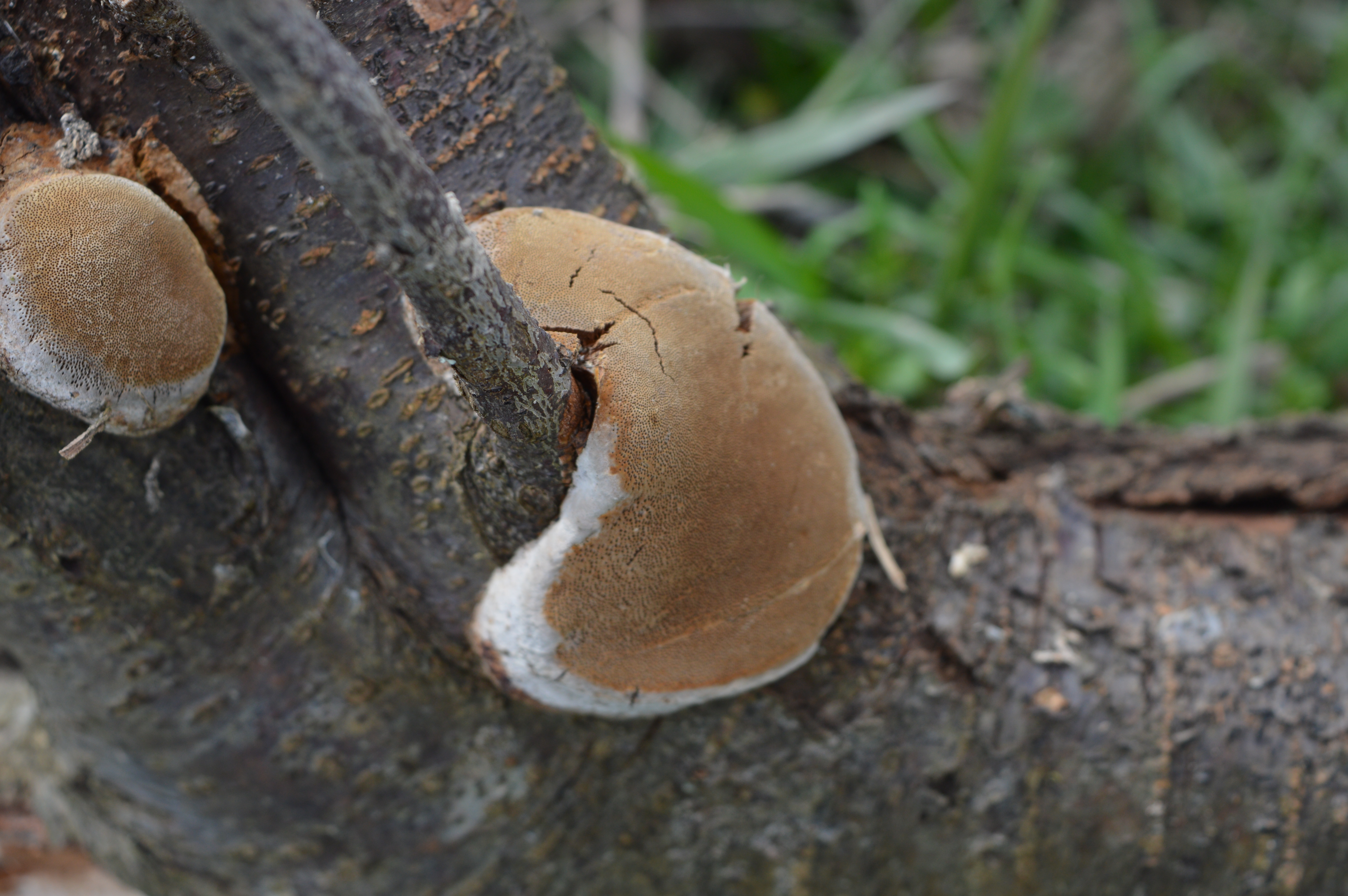
Phellinus pomaceus
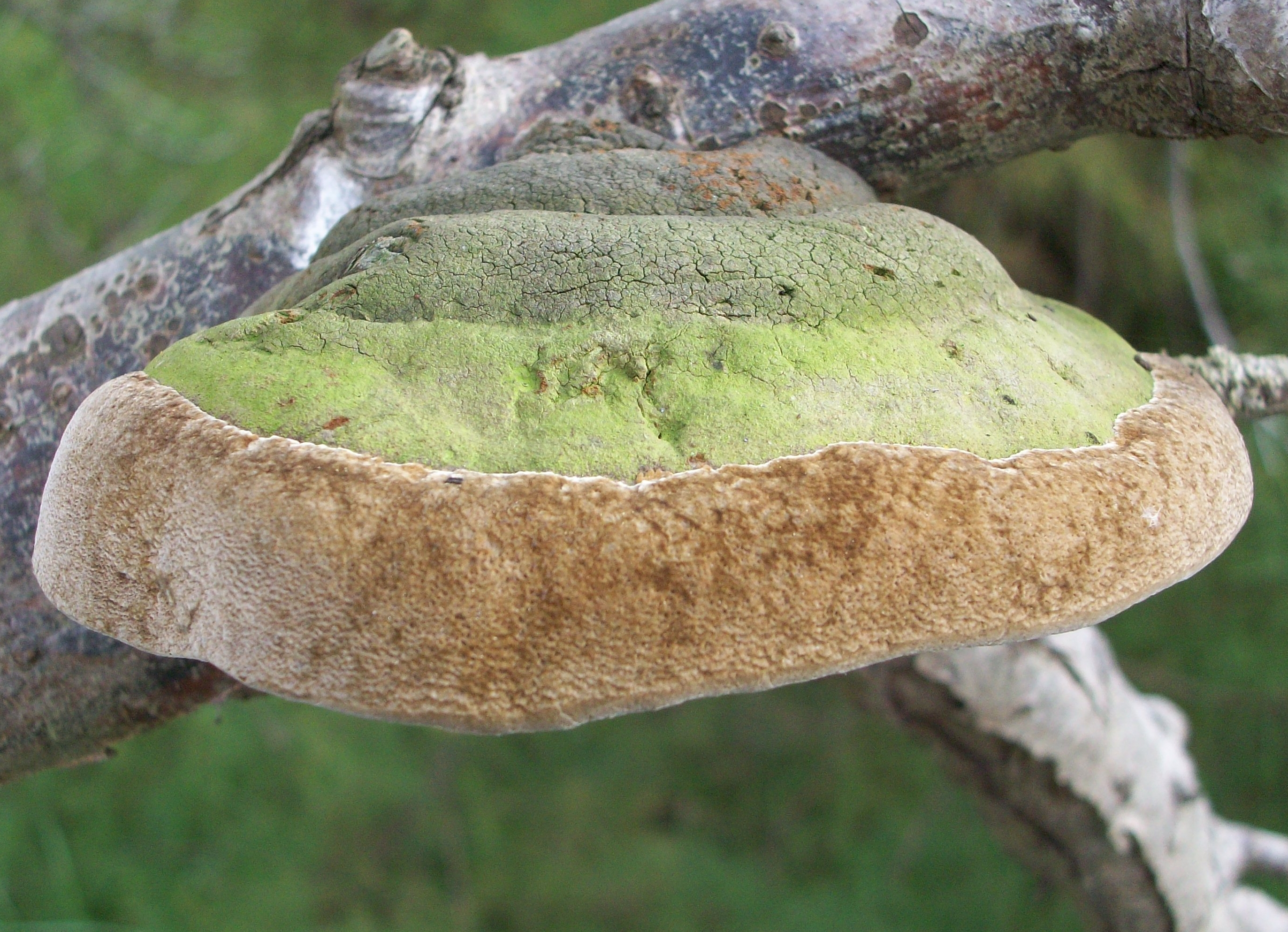
Phellinus hippophaecola